# O arise all you sons of this land
O arise all you sons of this land is het volkslied van Papoea-Nieuw-Guinea. Het lied werd als volkslied geadopteerd toen het land onafhankelijk werd in 1975.

## Originele Engelse tekst
```
O arise all you sons of this land,
Let us sing of our joy to be free,
Praising God and rejoicing to be
Papua New Guinea.
```

Refrein:
```
Shout our name from the mountains to seas
Papua New Guinea
Let us raise our voices and proclaim
Papua New Guinea
```

```
Now give thanks to the good Lord above
For His kindness, His wisdom and love
For this land of our fathers so free
Papua New Guinea
```

Refrein:
```
Shout again for the whole world to hear
Papua New Guinea
We're independent and we're free
Papua New Guinea
```

## Nederlandse Vertaling
```
O, sta op, alle zonen van dit land,
Laten we zingen van onze vreugde om vrij te zijn,
God prijzen en verheugen om te zijn
Papoea-Nieuw-Guinea.
```

Refrein:
```
Roep onze naam van de bergen naar zeeën
Papoea-Nieuw-Guinea
Laten we onze stem verheffen en verkondigen:
Papoea-Nieuw-Guinea
```

```
Dank nu de goede God hierboven
Voor Zijn vriendelijkheid, Zijn wijsheid en liefde
Voor dit land van onze vaders zo vrij
Papoea-Nieuw-Guinea
```

Refrein:
```
Schreeuw opnieuw zodat de hele wereld het kan horen
Papoea-Nieuw-Guinea
We zijn onafhankelijk en we zijn vrij
Papoea-Nieuw-Guinea
```

Onafhankelijke staten: Australië · Fiji · Kiribati · Marshalleilanden · Micronesia · Nauru · Nieuw-Zeeland · Palau · Papoea-Nieuw-Guinea · Salomonseilanden · Samoa · Tonga · Tuvalu · Vanuatu
Afhankelijke gebieden: Amerikaans-Samoa · Cookeilanden · Frans-Polynesië · Guam (onofficieel) · Nieuw-Caledonië · Niue · Noordelijke Marianen · Norfolk · Pitcairneilanden · Tokelau-eilanden · Wallis en Futuna